# Alvaro Botella i Pérez
Alvaro Botella i Pérez (Alacant 187?-Mende Lozère 1939), polític alacantí republicà i socialista, que va ser president de la Diputació d'Alacant, governador civil de Toledo i director general d'Indústria i Comerç.
A més fou editor del diari «El Luchador» (1913), el més important periòdic del republicanisme en Alacant des d'on va realitzar una important labor en el seu favor, i francmaçó de la lògia Numancia amb el nom «Simarro».També va presidir l'Associació de la Premsa alacantina que va cofundar el seu germà Juan i va ser membre de la directiva de l'Ateneu amb Ángel Pascual i Devesa als anys trenta.

## Biografia
S'inicià en les joventuts republicanes on va ser deixeble del històric metge Antonio Rico Cabot, regidor republicà en l'Ajuntament d'Alacant, juntament amb Llorenç Carbonell i Santacruz amb qui va participar el 1917 en la reunió en la qual es va crear el Partit Republicà Radical Espanyol en Alacant; per aqueixa època es van iniciar també junts al Gran Orient Espanyol (on seran alts graus). En 1926 era integrant de l'Aliança Republicana d'Espanya contra la dictadura de Primo de Rivera com vocal -presidida per Carbonell en Alacant- i el 1929, després de l'escissió produïda en les files dels republicans radicals, es va afiliar al Partit Republicà Radical Socialista i fou vocal de la seua junta provincial, de la qual va ser president el 1932.
Al 12 d'abril de 1931, que va possibilitar la Segona República Espanyola, Botella va concórrer en Alacant a les eleccions municipals i va ser escollit regidor amb Carbonell alcalde; després de les eleccions generals espanyoles de 1931 fou anomenat governador civil de Toledo on va conéixer Francisco Valdés Casas i diputat provincial pel districte d'Alacant-Elx. En 1933 va ser designat director general d'Indústria i Comerç (època en què va ser condecorat per França) però en novembre del mateix any, després de les eleccions generals espanyoles, fou destituït en Indústria pel canvi de govern, i tampoc va ser elegit diputat al Congres. Va ingressar en Izquierda Republicana com tota la lògia Numancia i després fou detingut durant la vaga revolucionària d'octubre de 1934 i alliberat uns dies més tard; el 1935 va ser agredit per uns falangistes. En febrer del següent any, amb el govern del Front Popular (Espanya) després de les eleccions generals espanyoles de 1936, fou governador interí d'Alacant fins l'arribada de Francisco Valdés. En l'estiu d'aqueix any, a l'inici de la Guerra Civil Espanyola, va ser designat president de la Diputació (aleshores Consell provincial) durant uns mesos, i ja quasi en la tardor fou nomenat president del consell de defensa, pertanyent a la Junta de Confiscació i Protecció del Patrimoni Històric de la República. En 1938 la impremta del seu periòdic es va veure afectada pel bombardeig d'Alacant (1938) i posteriorment, el furt de la seua linotip per criminals, hugué de tancar-ho després de 70 anys.
Al final de la Guerra, amb la victòria dels franquistes, va haver de fugir el 29 de març de 1939 a bord del Marítime amb el seu germà Fermin, rumbo al exili a França on va morir poc després.
Fermin Botella i Pérez fou també periodiste i propietari de «El Luchador», a més de diputat provincial (1936-39).